# لستر جی رید
لستر جی رید (انگلیسی: Lester J. Reed; ۳ ژانویهٔ ۱۹۲۵ – ۱۴ ژانویهٔ ۲۰۱۵) زیست‌شیمی‌دان اهل ایالات متحده آمریکا  و از برندگان جایزه آکادمی ملی علوم بود.